# Jordi Puig i Laborda
Jordi Puig i Laborda (1929 - 1989) fou un editor barceloní, una de les figures més importants de la història dels escacs catalans, que va promoure moltes iniciatives escaquístiques. Va organitzar molts torneigs de prestigi, fou fundador i director de l'Institut d'Escacs de Catalunya, ànima i fundador de l'associació internacional de periodistes d'escacs (AIPE), i el responsable de la creació de l'Oscar dels escacs el 1967 un premi que concedien els periodistes d'escacs al millor jugador de cada any. Va ser el director dels Torneigs Internacionals d'Escacs d'Olot entre els anys 1965 i 1974. També va ser el director del Torneig de Palma de 1969, en el qual hi van participar escaquistes de primer nivell mundial com ara Bent Larsen, Tigran Petrossian, Víktor Kortxnoi o Borís Spasski. El 1974 la Federació Catalana d'Escacs li va atorgar el guardó especial insígnia de plata. El mes de juny de 1976 va ser el primer director del nou Butlletí d'Escacs, íntegrament escrit en llengua catalana, fins a l'any 1981 quan renuncià per problemes de salut. Així i tot, el 1983 es va presentar a les eleccions a la Presidència de la Federació Catalana d'Escacs, i que va perdre per 269 vots a 395 a favor de Joan Segura i Vila que optava a la reelecció. Escrivia articles d'escacs a la revista Destino entrevistant a jugadors d'escacs de primera línia mundial, i a la revista Serra d'Or donant notícia el Campionat del món d'escacs de 1972. Actualment la Federació Catalana d'Escacs atorga el Trofeu Memorial Jordi Puig a l'equip que millors esportistes classificats en les categories sub14, sub16 i sub18 del Campionat de Catalunya d'Edats.